# The Hollywood years, volume 1
The Hollywood years, volume 1 is een studioalbum van Tangerine Dream. Het album bevat filmmuziek, die in de jaren voorafgaande aan dit album wel geschreven is, maar op de plank bleef liggen. Deze overgebleven stukken werden voorzien van nieuwe titels zodat niet te achterhalen viel voor welke films de muziek eigenlijk bedoeld was. 
Het album werd opgenomen in de Dream Dice-box van december 1998

## Musici
- Edgar Froese, Jerome Froese – synthesizers, elektronica

## Muziek
| Nr. | Titel                                        | Duur |
| --- | -------------------------------------------- | ---- |
| 1.  | Q-time                                       | 5:10 |
| 2.  | Cat and snowman                              | 3:52 |
| 3.  | Goldhunter (Craving for Cardomon remix 1998) | 4:52 |
| 4.  | Law Paradiso                                 | 5:06 |
| 5.  | La petite rue noire                          | 4:06 |
| 6.  | Propeller beach                              | 4:31 |
| 7.  | Autumn in Sonoma                             | 3:15 |
| 8.  | Chamber of hope                              | 4:38 |
| 9.  | The quiet gambler                            | 4;12 |
| 10. | The principle source                         | 5:20 |
| 11. | Labeo                                        | 5:18 |
| 12. | Excape from shadowland                       | 4:23 |
| 13. | Chronos mile                                 | 5:57 |
| 14. | J.S. Bach sonata                             | 2:53 |
| 15. | Fairfax                                      | 4:10 |

CD1: Ambient monkeys ·
CD2: Atlantic bridges ·
CD3: Atlantic walls ·
CD4: Dream encores ·
CD5: The dream mixes ·
CD6: Dream mixes volume 2 ·
CD7: The Hollywood years, volume 1 ·
CD8: The Hollywood years, volume 2 ·
CD9: Oasis ·
CD10: Quinoa ·
CD11: Tournado ·
CD12: Transsiberia ·
CD13: Ça va – ça marche – ça ira encore